# GNOME Videos
GNOME Videos, voorheen Totem, is een vrije mediaspeler voor de desktopomgeving GNOME. Videos is de standaard mediaspeler in GNOME sinds versie 2.10.

## Bestandsformaten
Videos maakt standaard gebruik van GStreamer om media af te spelen, hoewel xine ook mogelijk is. Hierdoor is Videos in om meer dan 90 formaten af te spelen, hoewel soms extra codecs nodig zijn. Volgende bestandsformaten worden onder meer ondersteund: AVI, MPEG, Ogg Vorbis, Ogg Theora, Matroska, WebM en ASF.